# Binalonan
Binalonan es un municipio filipino de primera categoría, situado en la isla de Luzón y perteneciente a la provincia de Pangasinán en la Región Administrativa de Ilocos, también denominada Región I

## Geografía
Se halla situado en terreno desigual, cubierto de arbolado; le combaten los vientos sur y norte y los generales de la isla, no padeciéndose por lo común otras enfermedades de cólicos y calenturas intermitentes.
A mediados del siglo XIX, se comunicaba este pueblo con sus inmediatos de Asingán y Manaoag por medio de caminos en buen estado.

### Barangayes
El municipio se divide, a los efectos administrativos, en 24 barangayes o barrios, conforme a la siguiente relación:
| - Balangobong - Bued - Bugayong - Camangaáan - Canarvacanán - Capas | - Cili - Dumayat - Linmansangán - Mangcasuy - Moreno - Pasileng del Norte | - Pasileng del Sur - Población - San Felipe Central - San Felipe del Sur - San Pablo - Santa Catalina | - Santa María del Norte - Santiago - Santo Niño - Sumabnit - Tabuyoc - Vacante |  |

### Demografía
A mediados del siglo XIX contaba con 6260 almas, de las cuales 1452 contribuían con 14 525 reales de plata, equivalentes a 36 312,5 reales de vellón.

## Historia
El nombre del este municipio  es una evolución del vocablo Ilocano balón, que significa comida para llevar, en tagalo, baon.
El término fue originalmente propiedad de un español llamado Don Salvador, cuyos trabajadores almorzaban bajo los árboles Tamarindos de Manila (Pithecellobium dulce).
Inmigrantes de Ilocos  preguntaron por la finca de Don Salcador y les contestaron Es el lugar donde la gente trae su balón para comer, en ilocano Binnalonan.
Pastores y jornaleros ilocanos se trasladaron a San Felipe, la primera ciudad  fundada por fray Julián Izaga en 1838 segregando su término del de Manaoag. Más tarde fue trasladada a Santa Catalina, donde se construyó la iglesia y un convento de materiales ligeros. fray  Ramón Fernández transfirió la ciudad en el año 1938 hasta su actual emplazamiento.

"...BINALONAN: pueblo con cura y gobernadorcillo, en la isla de Luzón, provincia de Pangasinán (de cuya cabecera Lingayen dista de 6 y media a siete leguas) audiencia territorial y Capitanía General de Filipinas (a  Manila 37), diócesis de Nueva Segovia, distante de la silla episcopal 37: ..." 

"...Confina el TERMINO por en Norte con los montes Igorotes: por el este con Asingan; por el sur con Villasis; y por el oeste con Manaoag;..."
Diccionario Buzeta, 1850

## Patrimonio

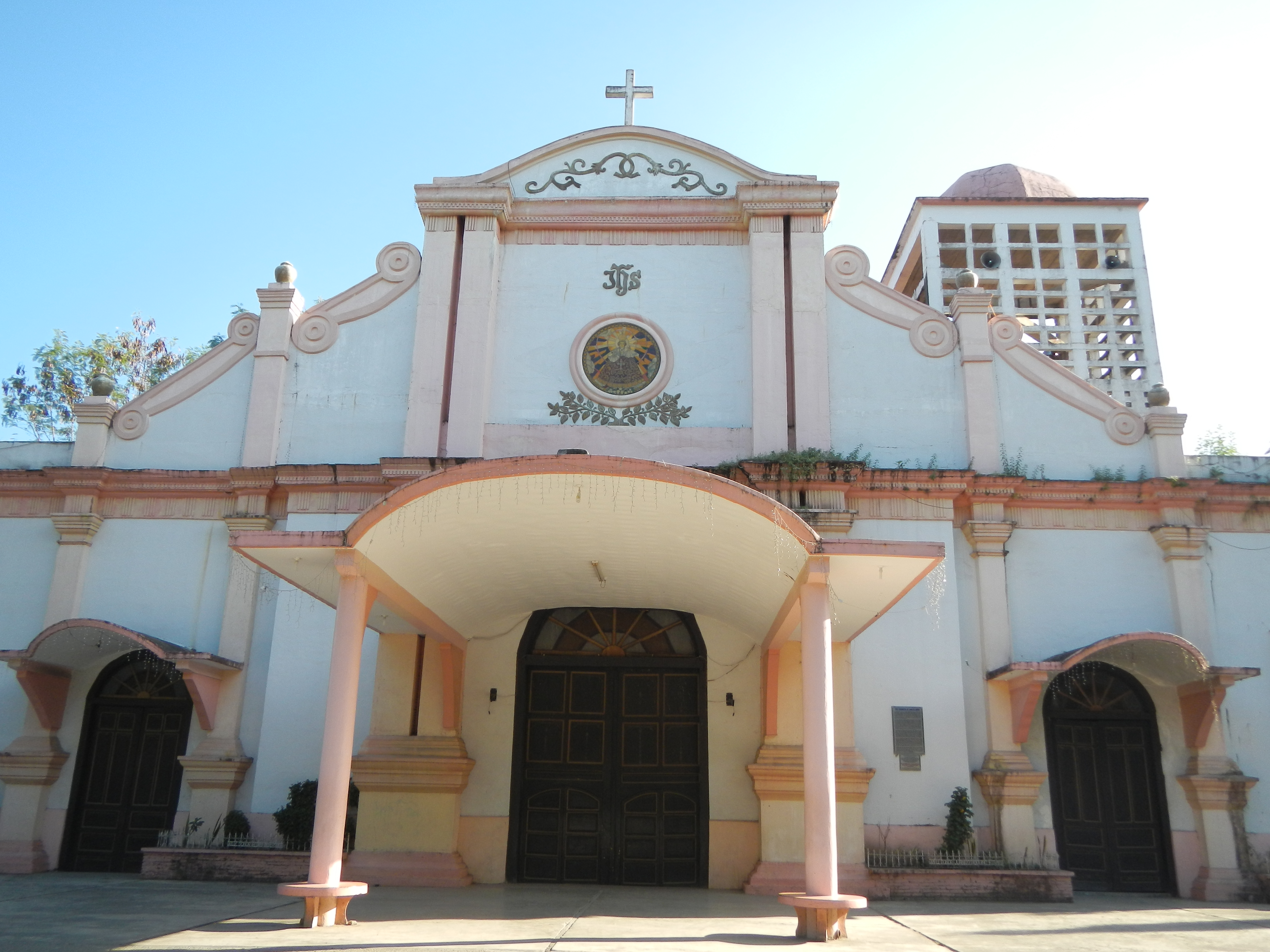
Iglesia de Binalonan

Iglesia parroquial católica bajo la advocación del Santo Niño, construida en 1841 y perteneciente a la nueva Diócesis de Urdaneta, creada el 12 de enero de 1985 en  la Arquidiócesis de Lingayén-Dagupán.
Hoy se encuentra bajo la jurisdicción de la diócesis de Urdaneta.